# Rog, mys (udde i Antarktis, lat -67,65, long 46,07)
Rog, mys är en udde i Antarktis. Den ligger i Östantarktis. Australien gör anspråk på området.
Terrängen inåt land är platt söderut, men söderut är den kuperad. Havet är nära Rog, mys norrut. Trakten är obefolkad. Det finns inga samhällen i närheten. 